# K.플레이
K.플레이(K.Flay, 1985년 6월 30일 ~ )는 미국의 싱어송라이터, 래퍼이다.

## 음반 목록
- Life as a Dog (2014)
- Every Where Is Some Where (2017)
- Solutions (2019)